# واینگارتن (وورتمبرگ)
شهر واینگارتن (به آلمانی: Weingarten) در ایالت بادن-وورتمبرگ در کشور آلمان واقع شده‌است.